# Brian MacReady
Brian Leslie MacReady (Leicester, 25 marzo 1942 – Sutton Coldfield, 4 ottobre 2017) è stato un calciatore inglese, di ruolo centrocampista.

## Carriera
Dopo aver trascorso una stagione in seconda divisione con l'Hull City senza mai scendere in campo in partite ufficiali con la prima squadra, nel 1960 si trasferisce al West Bromwich: qui esordisce tra i professionisti, e trascorre 4 stagioni consecutive in prima divisione, totalizzandovi complessivamente 14 presenze ed una rete.
Passa quindi al Mansfield Town, club di Third Division, con cui nelle stagioni 1964-1965 e 1965-1966 mette a segno complessivamente 11 reti in 50 presenze in partite di campionato; chiude la carriera nel 1967, dopo 2 brevi esperienze con i semiprofessionisti di Worcester City e Banbury Utd.
In carriera ha totalizzato complessivamente 64 presenze e 12 reti nei campionati della Football League.